# Poigny
Poigny (anciennement en dialecte Pogny) est une commune française située dans le département de Seine-et-Marne, en région Île-de-France.

## Géographie

### Localisation
Le village est situé à 3,5 km au sud-ouest de Provins et à 5,5 km au nord-est de Longueville.

### Communes limitrophes
| Vulaines-lès-Provins |        | Provins             |
|                      | Poigny |                     |
| Sainte-Colombe       |        | Chalautre-la-Petite |

### Hydrographie

#### Réseau hydrographique

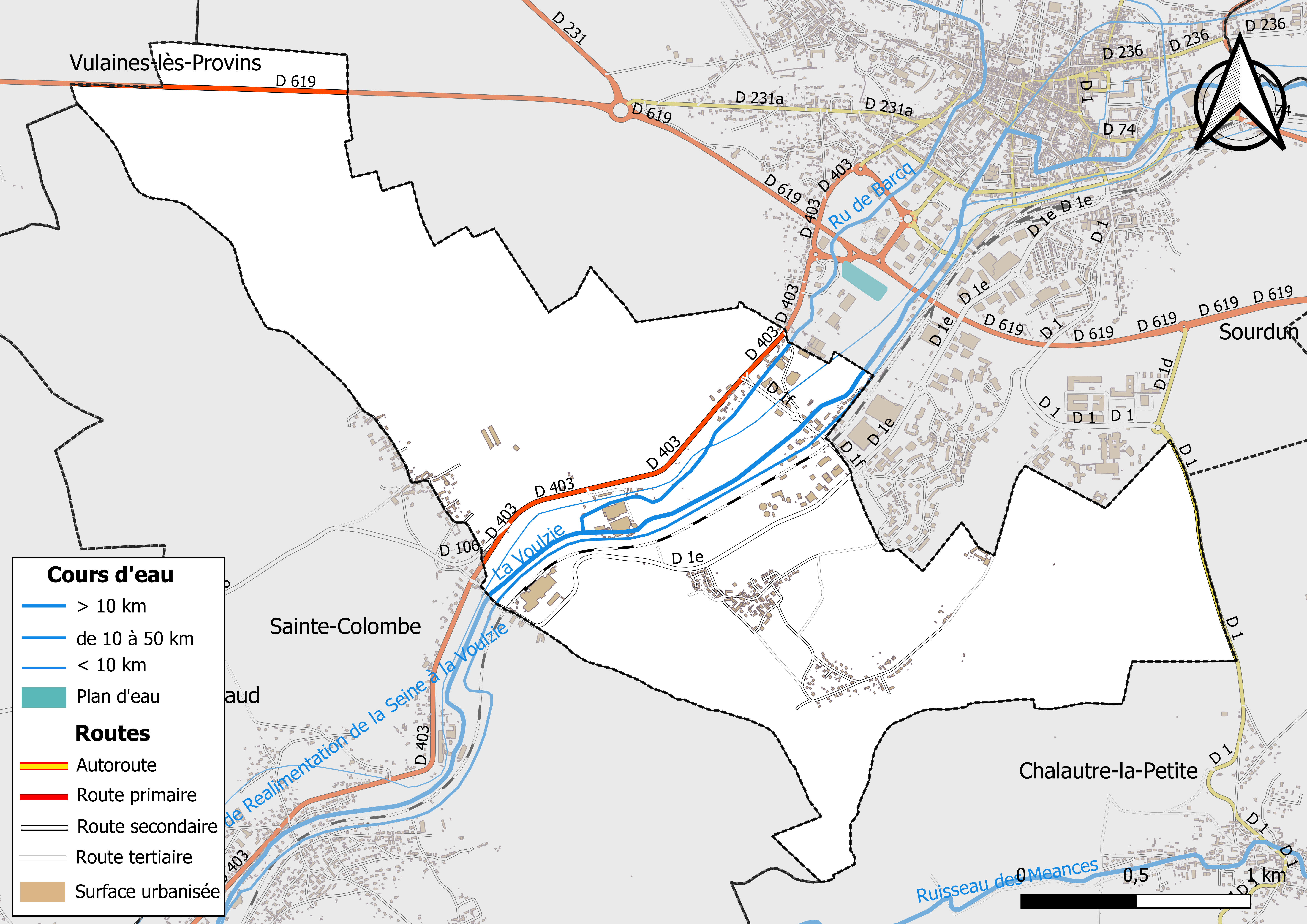
Carte des réseaux hydrographique et routier de Poigny.

Le réseau hydrographique de la commune se compose de trois cours d'eau référencés :
- la rivière Voulzie, longue de 43,86 km[2], affluent de la Seine en rive droite ;
  - le ru de Barcq , principal affluent de la Voulzie, long de 17,09 km[3] ;
  - le canal 01 de la Commune de Sainte-Colombe, 5,01 km[4], qui conflue avec la Voulzie.

Par ailleurs, son territoire est également traversé par le canal des Ormes,, aqueduc, conduite forcée de 24,31 km qui conflue avec la Voulzie et par l’aqueduc de la Voulzie.
La longueur totale des cours d'eau sur la commune est de 9,23 km.

#### Gestion des cours d'eau
Afin d’atteindre le bon état des eaux imposé par la Directive-cadre sur l'eau du 23 octobre 2000, plusieurs outils de gestion intégrée s’articulent à différentes échelles : le SDAGE, à l’échelle du bassin hydrographique, et le SAGE, à l’échelle locale. Ce dernier fixe les objectifs généraux d’utilisation, de mise en valeur et de protection quantitative et qualitative des ressources en eau superficielle et souterraine. Le département de Seine-et-Marne est couvert par six SAGE, au sein du bassin Seine-Normandie.
La commune fait partie du SAGE « Bassée Voulzie », en cours d'élaboration en décembre 2020. Le territoire de ce SAGE concerne 144 communes dont 73 en Seine-et-Marne, 50 dans l'Aube, 15 dans la Marne et 6 dans l'Yonne, pour une superficie de 1 710 km2,. Le pilotage et l’animation du SAGE sont assurés par Syndicat Mixte Ouvert de l’eau potable, de l’assainissement collectif, de l’assainissement non collectif, des milieux aquatiques et de la démoustication (SDDEA), qualifié de « structure porteuse ».

### Climat
Pour des articles plus généraux, voir Climat de l'Île-de-France et Climat de Seine-et-Marne.
En 2010, le climat de la commune est de type climat océanique dégradé des plaines du Centre et du Nord, selon une étude du CNRS s'appuyant sur une série de données couvrant la période 1971-2000. En 2020, Météo-France publie une typologie des climats de la France métropolitaine dans laquelle la commune est exposée à un climat océanique altéré et est dans la région climatique Nord-est du bassin Parisien, caractérisée par un ensoleillement médiocre, une pluviométrie moyenne régulièrement répartie au cours de l’année et un hiver froid (3 °C).
Pour la période 1971-2000, la température annuelle moyenne est de 10,9 °C, avec une amplitude thermique annuelle de 15,3 °C. Le cumul annuel moyen de précipitations est de 739 mm, avec 11,6 jours de précipitations en janvier et 7,8 jours en juillet. Pour la période 1991-2020, la température moyenne annuelle observée sur la station météorologique la plus proche, située sur la commune de Voulton à 10 km à vol d'oiseau, est de 11,3 °C et le cumul annuel moyen de précipitations est de 740,8 mm,. Pour l'avenir, les paramètres climatiques de la commune estimés pour 2050 selon différents scénarios d'émission de gaz à effet de serre sont consultables sur un site dédié publié par Météo-France en novembre 2022.

### Milieux naturels et biodiversité
Aucun espace naturel présentant un intérêt patrimonial n'est recensé sur la commune dans l'inventaire national du patrimoine naturel,,.

## Urbanisme

### Typologie
Au 1er janvier 2024, Poigny est catégorisée ceinture urbaine, selon la nouvelle grille communale de densité à sept niveaux définie par l'Insee en 2022.
Elle est située hors unité urbaine. Par ailleurs la commune fait partie de l'aire d'attraction de Paris, dont elle est une commune de la couronne,. Cette aire regroupe 1 929 communes,.

### Lieux-dits et écarts
La commune compte 63 lieux-dits administratifs répertoriés consultables ici dont les Grattons, le Mez-de-La-Madeleine (partagé avec la commune de Sainte-Colombe).

### Occupation des sols
L'occupation des sols de la commune, telle qu'elle ressort de la base de données européenne d’occupation biophysique des sols Corine Land Cover (CLC), est marquée par l'importance des territoires agricoles (82,1 % en 2018), en diminution par rapport à 1990 (85,1 %). La répartition détaillée en 2018 est la suivante : 
terres arables (55,9% ), zones agricoles hétérogènes (20,9% ), forêts (10,7% ), prairies (5,2% ), zones industrielles ou commerciales et réseaux de communication (4,2% ), mines, décharges et chantiers (1,8% ), zones urbanisées (1,2 %).
Parallèlement, L'Institut Paris Région, agence d'urbanisme de la région Île-de-France, a mis en place un inventaire numérique de l'occupation du sol de l'Île-de-France, dénommé le MOS (Mode d'occupation du sol), actualisé régulièrement depuis sa première édition en 1982. Réalisé à partir de photos aériennes, le Mos distingue les espaces naturels, agricoles et forestiers mais aussi les espaces urbains (habitat, infrastructures, équipements, activités économiques, etc.) selon une classification pouvant aller jusqu'à 81 postes, différente de celle de Corine Land Cover,,. L'Institut met également à disposition des outils permettant de visualiser par photo aérienne l'évolution de l'occupation des sols de la commune entre 1949 et 2018.

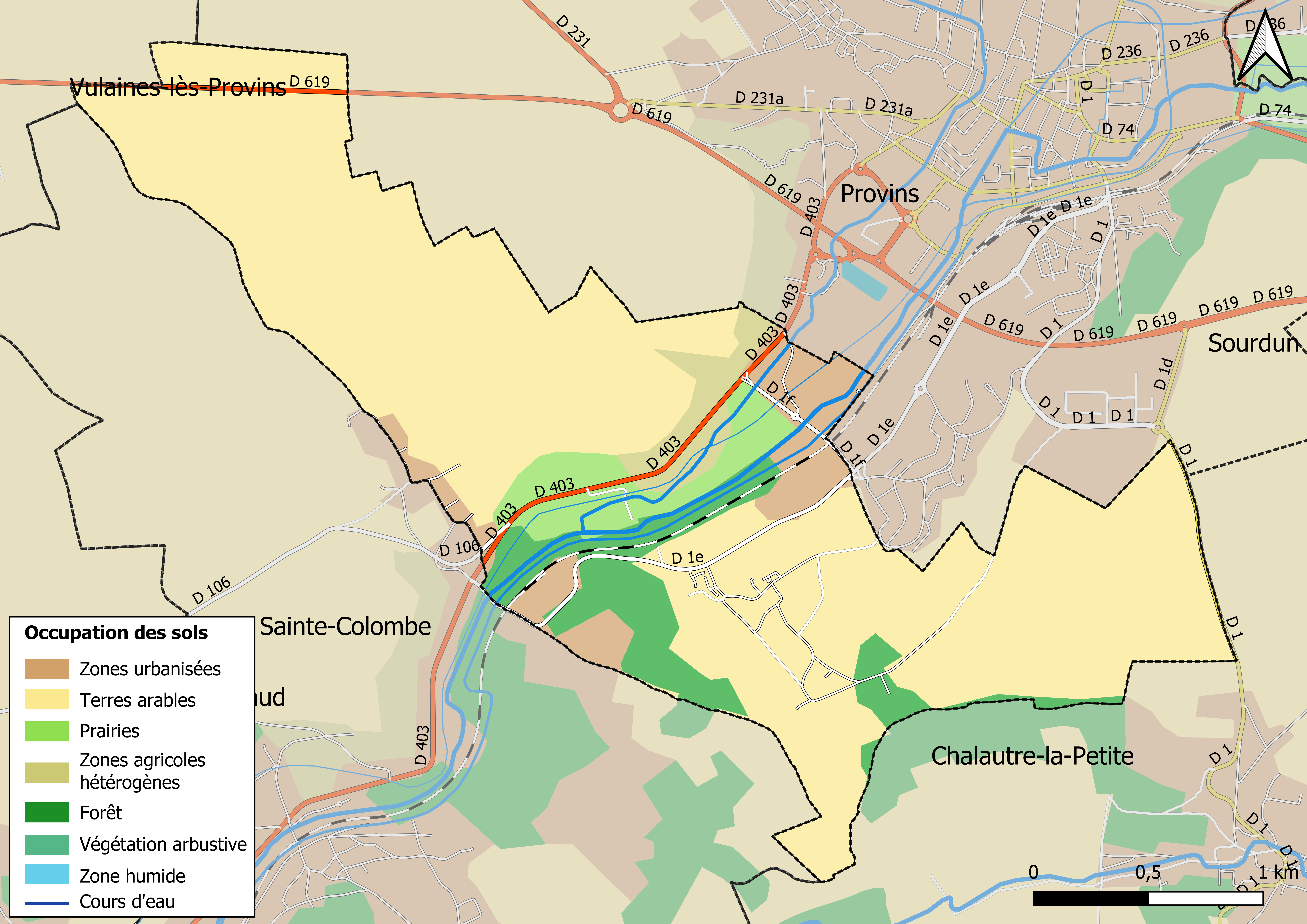
Carte des infrastructures et de l'occupation des sols en 2018 (CLC) de la commune.
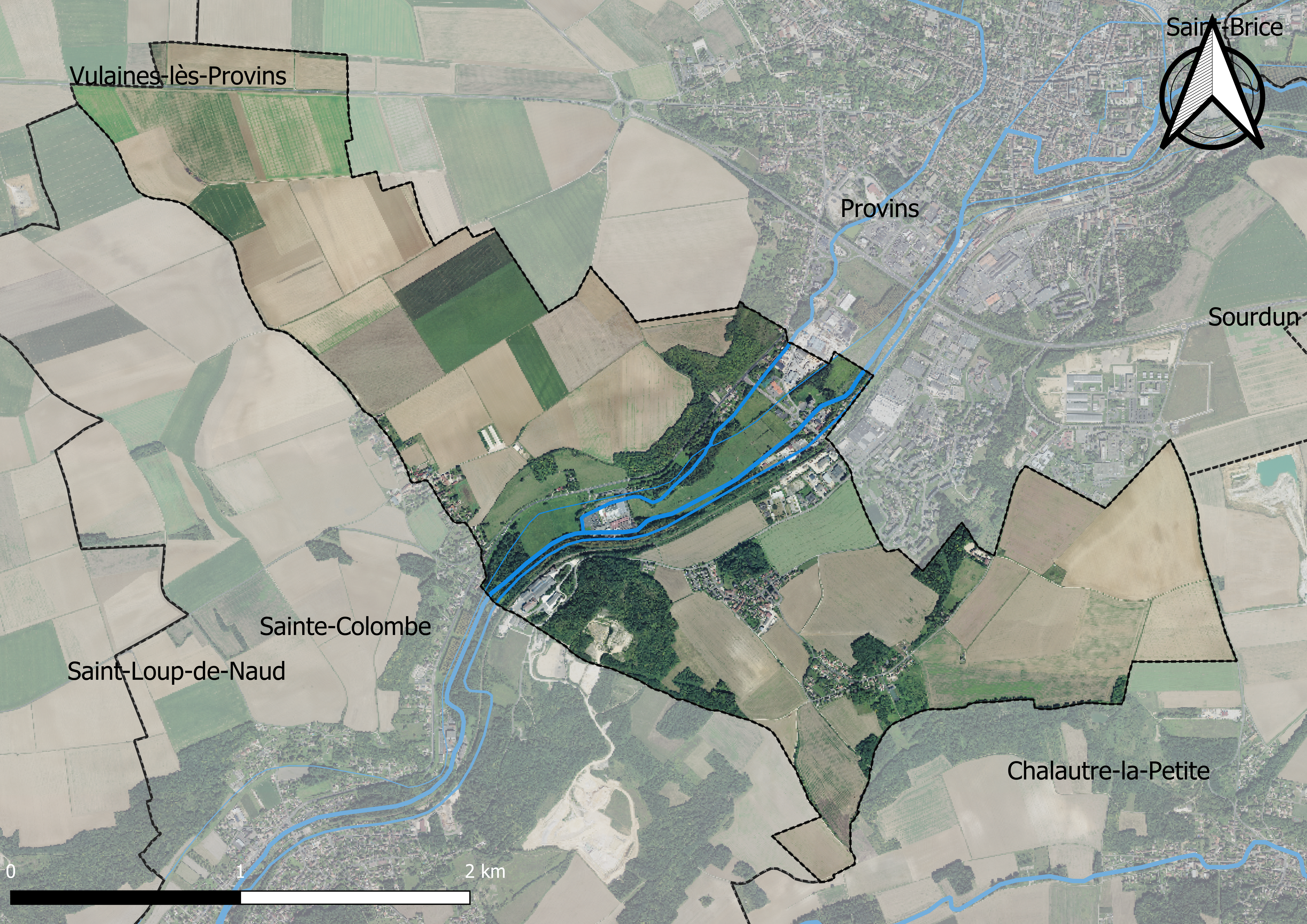
Carte orhophotogrammétrique de la commune.

### Planification
La loi SRU du 13 décembre 2000 a incité les communes à se regrouper au sein d’un établissement public, pour déterminer les partis d’aménagement de l’espace au sein d’un SCoT, un document d’orientation stratégique des politiques publiques à une grande échelle et à un horizon de 20 ans et s'imposant aux documents d'urbanisme locaux, les PLU (Plan local d'urbanisme). La commune est dans le territoire du SCOT Grand Provinois, dont le projet a été arrêté le 29 janvier 2020, porté par le syndicat mixte d’études et de programmation (SMEP) du Grand Provinois, qui regroupe les Communautés de Communes du Provinois et de Bassée-Montois, soit 82 communes.
La commune disposait en 2019 d'un plan local d'urbanisme approuvé. Le zonage réglementaire et le règlement associé peuvent être consultés sur le Géoportail de l'urbanisme.

### Logement
En 2017, le nombre total de logements dans la commune était de 211 dont 88,4 % de maisons (maisons de ville, corps de ferme, pavillons, etc.) et 11,6 % d'appartements.
Parmi ces logements, 93,3 % étaient des résidences principales, 2,9 % des résidences secondaires et 3,8 % des logements vacants.
La part des ménages fiscaux propriétaires de leur résidence principale s'élevait à 73,1 % contre 25,8 % de locataires dont, 9,8 % de logements HLM loués vides (logements sociaux) et, 1 % logés gratuitement.

### Voies de communication et transports
Poigny est desservie par une gare (Champbenoist - Poigny) de la ligne Paris - Longueville - Provins (Ligne P du Transilien).

## Toponymie
Le nom de la localité est mentionné sous la forme C.  Puigny en 1265.
Il s'agit d'un nom de lieu de type gallo-roman, basé sur le nom de personne Pugnius, Punius avec u bref, ou pugnus (« aux gros poings, brutal »), suivi du suffixe -acum.

## Histoire

### Histoire économique
La paroisse de Poigny tire profit de ses terres les plus humides. Elle possède des moulins à blé sur les cours du Durtein (moulin de Bécherot cité dès le XIIe siècle) et de la Voulzie (moulin de Pongelot). Le moulin de Pongelot, pratiquement en ruine à la fin du XVIIIe siècle, est relevé par son propriétaire sous le Consulat avec des pierres tirées des monuments de Provins détruits par la Première République.
En 1870, la famille Mazeau, originaire de Censerey (Côte-d'Or), achète au meunier Hugot, le moulin à blé tournant à eau de Pongelot. Elle installe dans ce moulin une activité de surfaçage de verres de lunettes minéraux, activité qu'elle pratiquait à Sézanne dans l'usine de ses cousins Berthiot dont elle assumait l'encadrement. Le commerce d'optique proprement dit reste fixé à Paris. En 1904, l'héritière Mazeau vend l'entreprise à Gaston Guilbert, opticien parisien originaire de Blois. Gaston Guilbert va alors acheter trois autres moulins (Bécherot sur la commune de Poigny, Saint-Léonard sur la commune de Provins et de Beaujard sur la commune de Sainte-Colombe) pour y développer ses activités. Son commerce ne cessant de se développer, notamment dans les appareils de projection cinématographiques, Gaston Guilbert outre ses trois boutiques parisiennes, transforme un pavillon de Vitry-sur-Seine en atelier de fabrication d'appareils ophtalmiques de précision, et fait construire de véritable ateliers attenant au moulin de Pongelot en 1914. La guerre et la grave crise économique au retour de la paix conduisent l'affaire à la quasi-faillite. Gaston Guilbert décède en 1924. Son frère Jean et sa veuve Irène parviennent à sauver l'affaire en logeant le patrimoine immobilier dans un cadre juridique, et en confiant la gestion commerciale en 1925 à une SARL Guilbert-Routit (du nom du directeur commercial Paul Routit, associé très minoritaire). Elle devient une SA en 1934. Les activités sont momentanément transférées à Thiers en 1940 et l'usine passe sous contrôle d'un concurrent allemand durant l'Occupation. Après avoir tenté depuis 1943 de reprendre le contrôle total de l'affaire, Irène Guibert et ses deux fils se retirent en 1948. La SA Guilbert-Routit, reprise par un investisseur local adossé à des actionnaires historiques, est confrontée à deux décennies difficiles, passant sous le contrôle des banques créancières. En 1974, avec effet rétroactif l'année précédente, l'entreprise et sa rivale depuis un siècle Benoist-Berthiot, intègrent le groupe Essilor, qui lui-même vient de naître de la fusion des sociétés Essel et Silor.

## Politique et administration

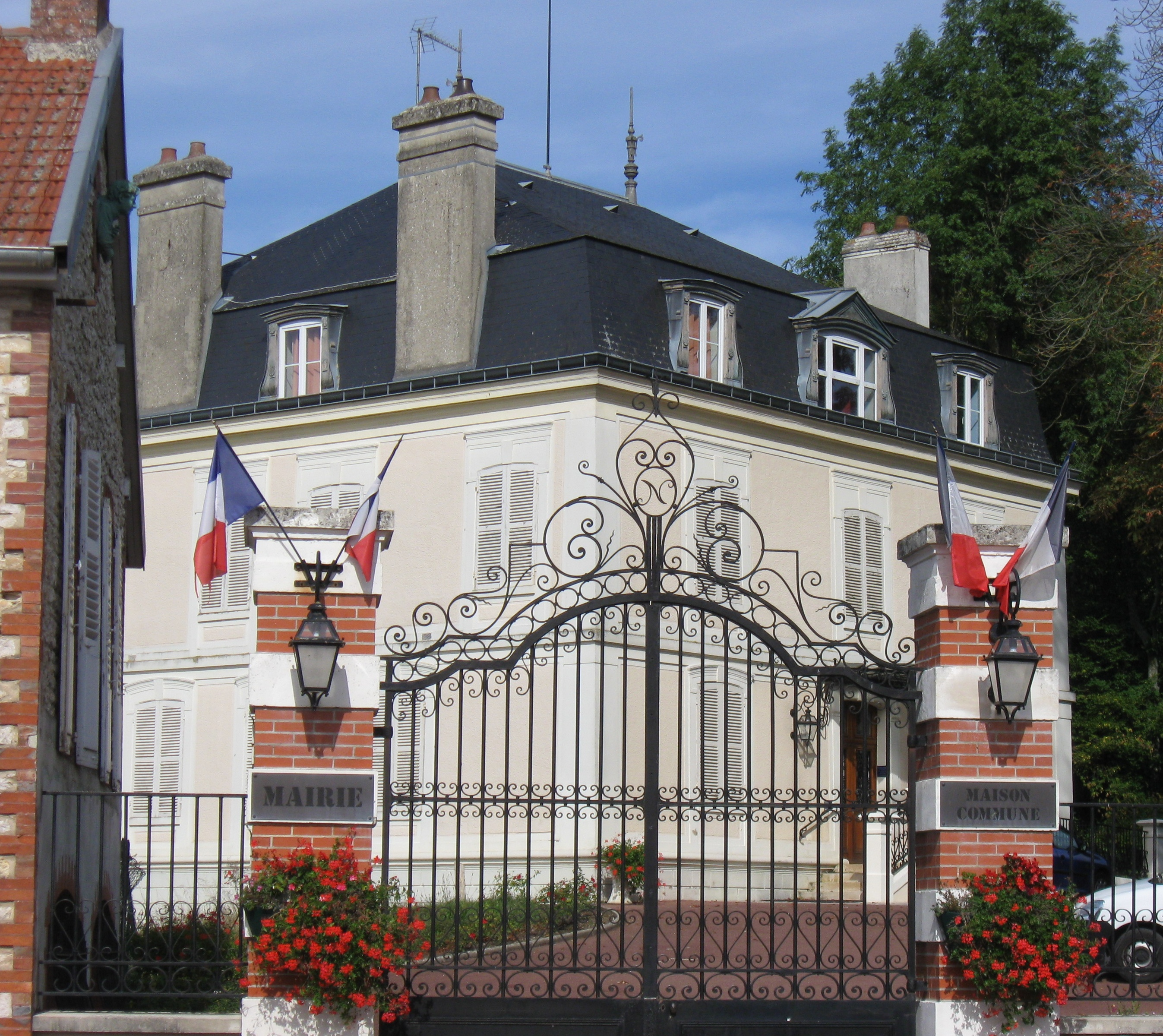
La mairie.

### Liste des maires
| Période                                  | Période  | Identité            | Étiquette  | Qualité     |
| ---------------------------------------- | -------- | ------------------- | ---------- | ----------- |
| avant 1951                               | ?        | Pierre Thibault     | RGRIF CNIP | Minotier    |
| 1983                                     | 1989     | Georges Bancelin    |            | Agriculteur |
| 1989                                     | 2008     | Jean-Claude Lecamus |            | Instituteur |
| 2008                                     | En cours | Claude Bonici       |            | Ingénieur   |
| Les données manquantes sont à compléter. |          |                     |            |             |

## Équipements et services

### Eau et assainissement
L’organisation de la distribution de l’eau potable, de la collecte et du traitement des eaux usées et pluviales relève des communes. La loi NOTRe de 2015 a accru le rôle des EPCI à fiscalité propre en leur transférant cette compétence. Ce transfert devait en principe être effectif au 1er janvier 2020, mais la loi Ferrand-Fesneau du 3 août 2018 a introduit la possibilité d’un report de ce transfert au 1er janvier 2026,.

#### Assainissement des eaux usées
En 2020, la commune de Poigny gère le service d’assainissement collectif (collecte, transport et dépollution) en régie directe, c’est-à-dire avec ses propres personnels.
L’assainissement non collectif (ANC) désigne les installations individuelles de traitement des eaux domestiques qui ne sont pas desservies par un réseau public de collecte des eaux usées et qui doivent en conséquence traiter elles-mêmes leurs eaux usées avant de les rejeter dans le milieu naturel. La communauté de communes du Provinois assure pour le compte de la commune le service public d'assainissement non collectif (SPANC), qui a pour mission de vérifier la bonne exécution des travaux de réalisation et de réhabilitation, ainsi que le bon fonctionnement et l’entretien des installations,.

#### Eau potable
En 2020, l'alimentation en eau potable est assurée par le syndicat de l'Eau de l'Est seine-et-marnais (S2E77) qui gère le service en régie,,.

## Population et société

### Démographie
L'évolution du nombre d'habitants est connue à travers les recensements de la population effectués dans la commune depuis 1793. Pour les communes de moins de 10 000 habitants, une enquête de recensement portant sur toute la population est réalisée tous les cinq ans, les populations de référence des années intermédiaires étant quant à elles estimées par interpolation ou extrapolation. Pour la commune, le premier recensement exhaustif entrant dans le cadre du nouveau dispositif a été réalisé en 2005.

En 2022, la commune comptait 505 habitants, en évolution de −3,26 % par rapport à 2016 (Seine-et-Marne : +3,92 %, France hors Mayotte : +2,11 %).
| 1793 | 1800 | 1806 | 1821 | 1831 | 1836 | 1841 | 1846 | 1851 |
| ---- | ---- | ---- | ---- | ---- | ---- | ---- | ---- | ---- |
| 158  | 177  | 158  | 161  | 188  | 204  | 201  | 184  | 185  |

| 1856 | 1861 | 1866 | 1872 | 1876 | 1881 | 1886 | 1891 | 1896 |
| ---- | ---- | ---- | ---- | ---- | ---- | ---- | ---- | ---- |
| 189  | 202  | 197  | 198  | 214  | 190  | 189  | 184  | 186  |

| 1901 | 1906 | 1911 | 1921 | 1926 | 1931 | 1936 | 1946 | 1954 |
| ---- | ---- | ---- | ---- | ---- | ---- | ---- | ---- | ---- |
| 191  | 190  | 204  | 174  | 253  | 271  | 256  | 263  | 254  |

| 1962 | 1968 | 1975 | 1982 | 1990 | 1999 | 2005 | 2006 | 2010 |
| ---- | ---- | ---- | ---- | ---- | ---- | ---- | ---- | ---- |
| 318  | 405  | 327  | 345  | 391  | 408  | 440  | 447  | 499  |

| 2015 | 2020 | 2022 | - | - | - | - | - | - |
| ---- | ---- | ---- | - | - | - | - | - | - |
| 523  | 508  | 505  | - | - | - | - | - | - |

## Économie
Filiale BBGR du groupe Essilor, Poney Club.

### Agriculture
Poigny est dans la petite région agricole dénommée le « Montois », une petite région à l'est du département, en limite sud de la Brie. En 2010, l'orientation technico-économique de l'agriculture sur la commune est la polyculture et le polyélevage.
Si la productivité agricole de la Seine-et-Marne se situe dans le peloton de tête des départements français, le département enregistre un double phénomène de disparition des terres cultivables (près de 2 000 ha par an dans les années 1980, moins dans les années 2000) et de réduction d'environ 30 % du nombre d'agriculteurs dans les années 2010. Cette tendance n'est pas confirmée au niveau de la commune qui voit le nombre d'exploitations augmenter et passer de 3 en 1988 à 6 en 2010. Parallèlement, la taille de ces exploitations diminue, passant de 81 ha en 1988 à 75 ha en 2010.
Le tableau ci-dessous présente les principales caractéristiques des exploitations agricoles de Poigny, observées sur une période de 22 ans : 
|                                      | 1988 | 2000 | 2010 |
| ------------------------------------ | ---- | ---- | ---- |
| Dimension économique,                |      |      |      |
| Nombre d’exploitations (u)           | 3    | 6    | 6    |
| Travail (UTA)                        | 5    | 5    | 4    |
| Surface agricole utilisée (ha)       | 242  | 283  | 448  |
| Cultures                             |      |      |      |
| Terres labourables (ha)              | 241  | 283  | 447  |
| Céréales (ha)                        | 166  | s    | 274  |
| dont blé tendre (ha)                 | 116  | 106  | 197  |
| dont maïs-grain et maïs-semence (ha) | 43   | s    | 30   |
| Tournesol (ha)                       | 25   |      | s    |
| Colza et navette (ha)                | 18   | 43   | s    |
| Élevage                              |      |      |      |
| Cheptel (UGBTA)                      | 52   | 594  | 605  |

## Culture locale et patrimoine

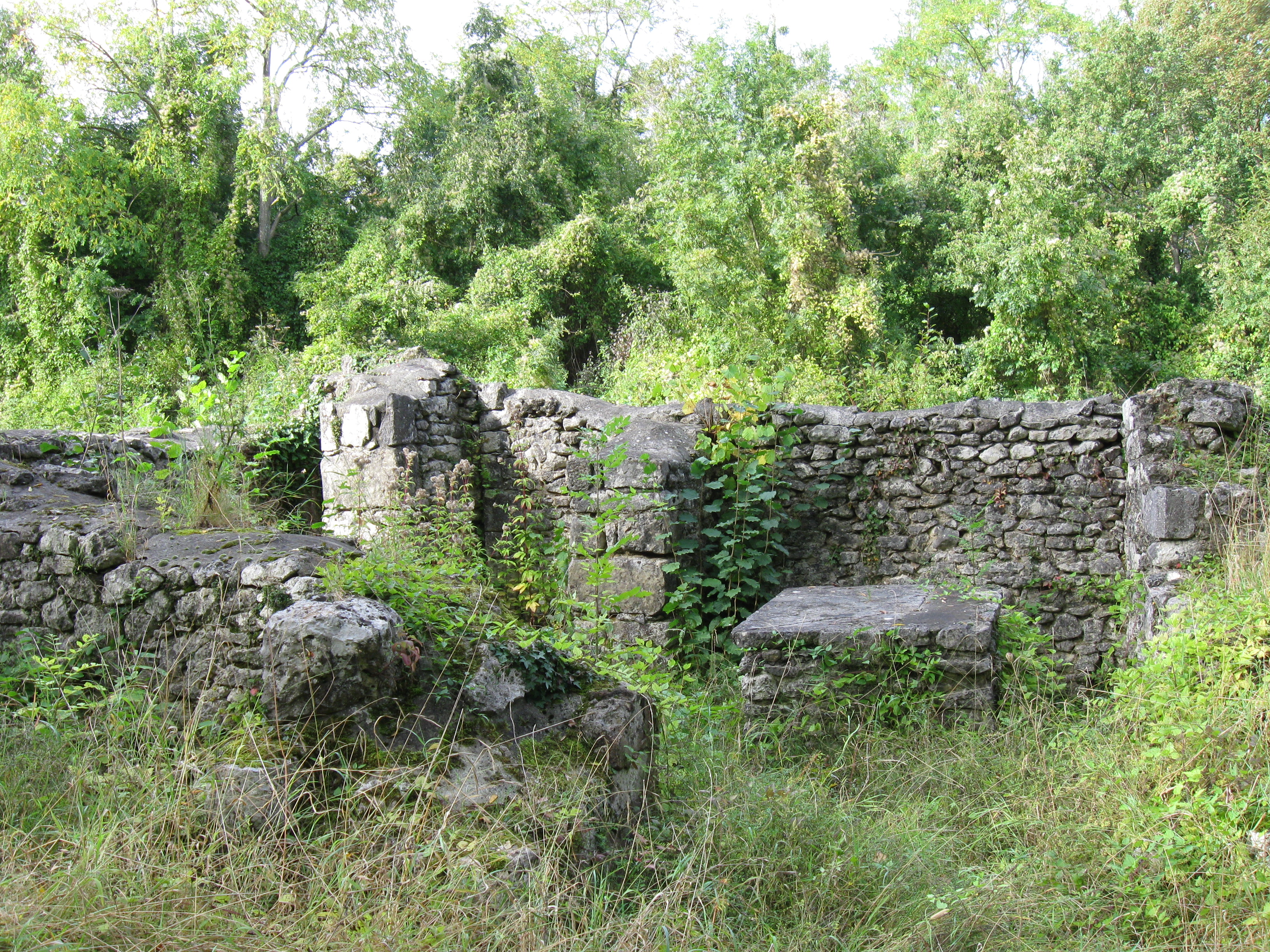
Vestiges de l’église Saint-Michel.

### Lieux et monuments
- Passage du sentier de grande randonnée GR 11.
- Vestiges de l'église Saint-Michel de Poigny (site archéologique inscrit, VIe siècle-XVIIIe siècle).
- Vallée de la Voulzie.
- Vestiges d'un prieuré bénédictin au Mez-de-la-Madeleine.